# アーサー・ヘイリー
アーサー・ヘイリー（Arthur Hailey, 1920年4月5日 - 2004年11月24日）は、イギリスの作家。緻密な取材に基づいて様々な業界の内幕を活写した作品群でよく知られる。小説『ルーツ』の著者アレックス・ヘイリーとは別人で、血縁もない。
ベッドフォードシャーのルートンに工場労働者の子供として生まれた。子供の頃から本が好きだったが、父親は必ずしも喜ばなかった。小学校を出ると14歳から不動産屋のオフィスボーイとして働きはじめる。1934～39年頃まではロンドンで、ボーイや事務員として働いていた。第二次世界大戦中はイギリス空軍のパイロットを務め、大尉となって中東や極東で戦い、終戦後の1947年にカナダに移住。除隊前に新兵用のパンフレットを書かされ、簡潔でわかりやすいと評判になったことで、自分の才能に自信を持った。しばらくの間、トロントで出版社に勤めて編集者となり、その後トレイルモービル会社のセールスマネージャーをやったりしながらテレビ脚本を執筆したりしていた。1951年シェイラ・ダンカンと再婚し、6人の子持ちで、うち3人は前妻の子供。1952年カナダ市民となる。1956年にはカナダ文芸家美術家評議会から賞を与えられ、1956年頃より作家として活動を始めた。ついで翌57年には最優秀テレビ作家賞を受けた。58年に『0-8滑走路』で小説家デビューし、61年には第3作目の『権力者たち』で7,500ドルを手にしたので、妻の勧めで日本に旅行するも3週間で使い果たした。
1965年『ホテル』がベストセラーとなり、カリフォルニア州へ移住。更に1969年には収入の九割を課税するアメリカとカナダの所得税を避けるためにバハマ諸島のナッソーに移住した。
1979年、『エネルギー』の刊行と同時に、引退を発表した。その後、六か所の冠状動脈閉鎖が発見され、四重バイパスを作る手術を受け、健康を回復。1984年、『ストロング・メディスン』を刊行する。
ヘイリーは2004年11月24日に心臓発作で死去した。

## 著作
- Runway Zero-Eight（1958年）『0-8滑走路』 
  - 『714便応答せよ』ジョン・キャスル共著 清水政二訳 講談社 1968
  - 『0-8滑走路』清水政二訳 ハヤカワ文庫 1973
- The Final Diagnosis（1959年）『最後の診断』永井淳訳 新潮文庫 1975
- In High Places（1962年） 『権力者たち』永井淳訳 新潮文庫 1979
- Hotel（1965年）『ホテル』高橋豊訳 講談社 1970、新潮文庫 1974
- Airport （1968年）『大空港』武田公子・大坪光之訳 国際協商出版部 1970、ハヤカワ文庫 1973
- Wheels （1971年）『自動車』永井淳訳 新潮社 1973　のち文庫
- The Money Changers （1975年）『マネーチェンジャーズ』永井淳訳 新潮社 1976　のち文庫
- Overload （1979年）『エネルギー』永井淳訳 新潮社 1979　のち文庫
- Strong Medicine （1984年） 『ストロング・メディスン』永井淳訳 新潮社 1985　のち文庫
- The Evening News （1990年）『ニュースキャスター』永井淳訳 新潮社 1990　のち文庫
- Detective（1997年）『殺人課刑事』永井淳訳 新潮社 1998　のち文庫

### 回想
- シーラ・ヘイリー『私はベストセラーと結婚した』加藤タキ訳、サンケイ出版 1981。妻の著作